# Struers kommun
Struers kommun (danska: Struer Kommune) är en kommun i Region Mittjylland i västra Danmark. Kommunens centralort är staden Struer.
Vid kommunreformen 2007 införlivades Thyholms kommun.

## Borgmästare
- Martin Merrild, 1 januari 2007–31 december 2009
- Niels Viggo Lynghøj, 1 januari 2010–31 december 2013
- Mads Jakobsen, 1 januari 2014–31 december 2017
- Niels Viggo Lynghøj, 1 januari 2018–31 december 2021
- Mads Jakobsen, 1 januari 2022–31 januari 2024[3]
- Marianne Bredal, 1 februari 2024–[4]

Denna lista hämtas från Wikidata. Informationen kan ändras där.